# 白山神社 (箱根町)

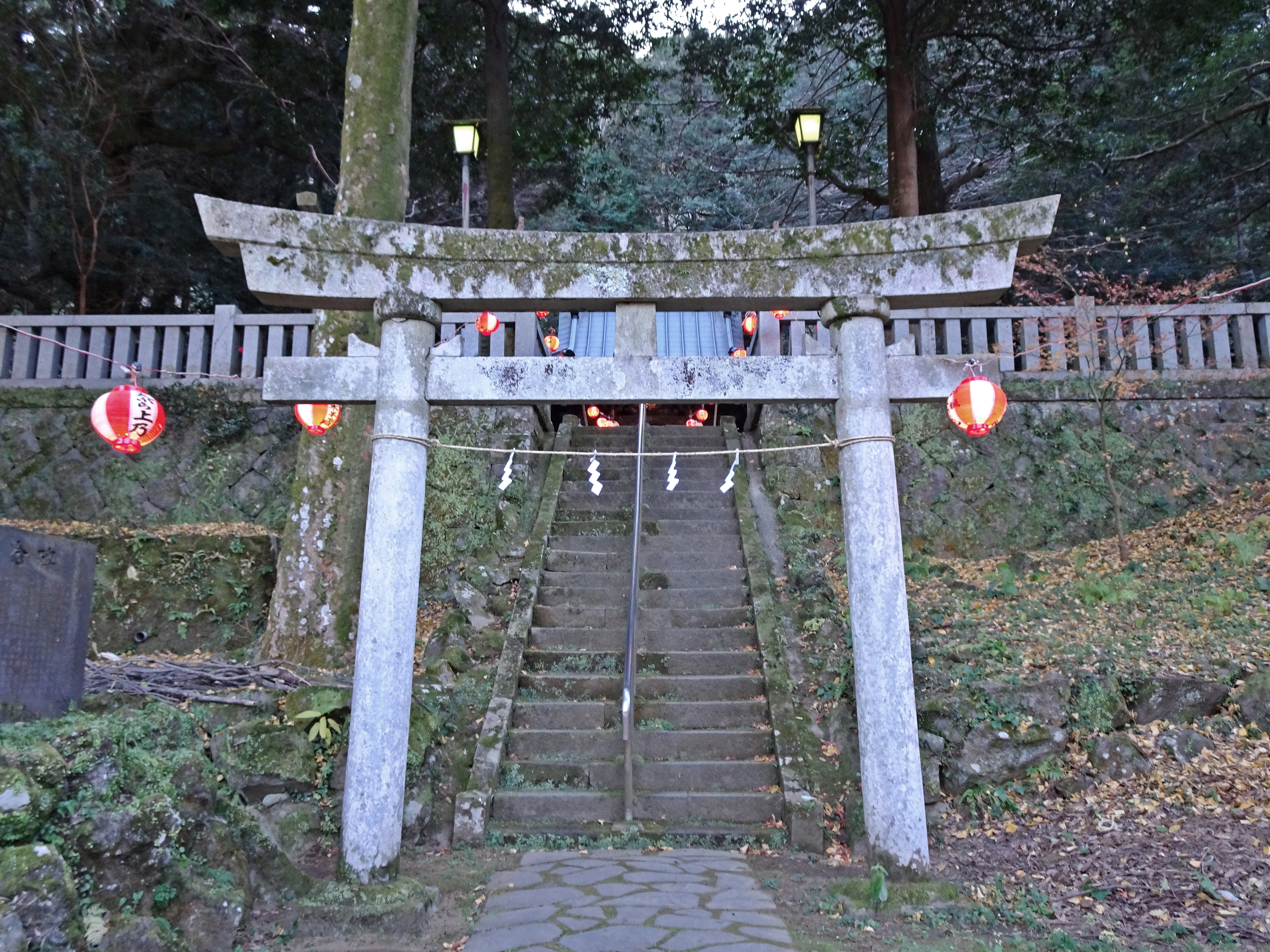
鳥居

白山神社（はくさんじんじゃ）は、神奈川県足柄下郡箱根町湯本にある神社。
地名を冠して箱根白山神社（はこねはくさんじんじゃ）とも称される。

## 概要
箱根湯本の中心部、県道732号沿い、早雲寺と町立湯本小学校の南向かいに鎮座している。
創建は天平10年（738年）、関東に疱瘡が流行していた当時、加賀白山霊場（白山信仰・白山権現）の開祖・泰澄に派遣された弟子の浄定が、白山権現社を建て、十一面観音を祀ったところ、山から霊泉が湧き出し、病を治したと伝承される。
その後、江戸時代まで「白山権現」と呼ばれ、地元の人々に温泉の守護神として崇められた。

## 祭神
- 白山比咩大神（菊理姫命）
- 伊邪那岐命
- 伊邪那美命